# Lord Invader

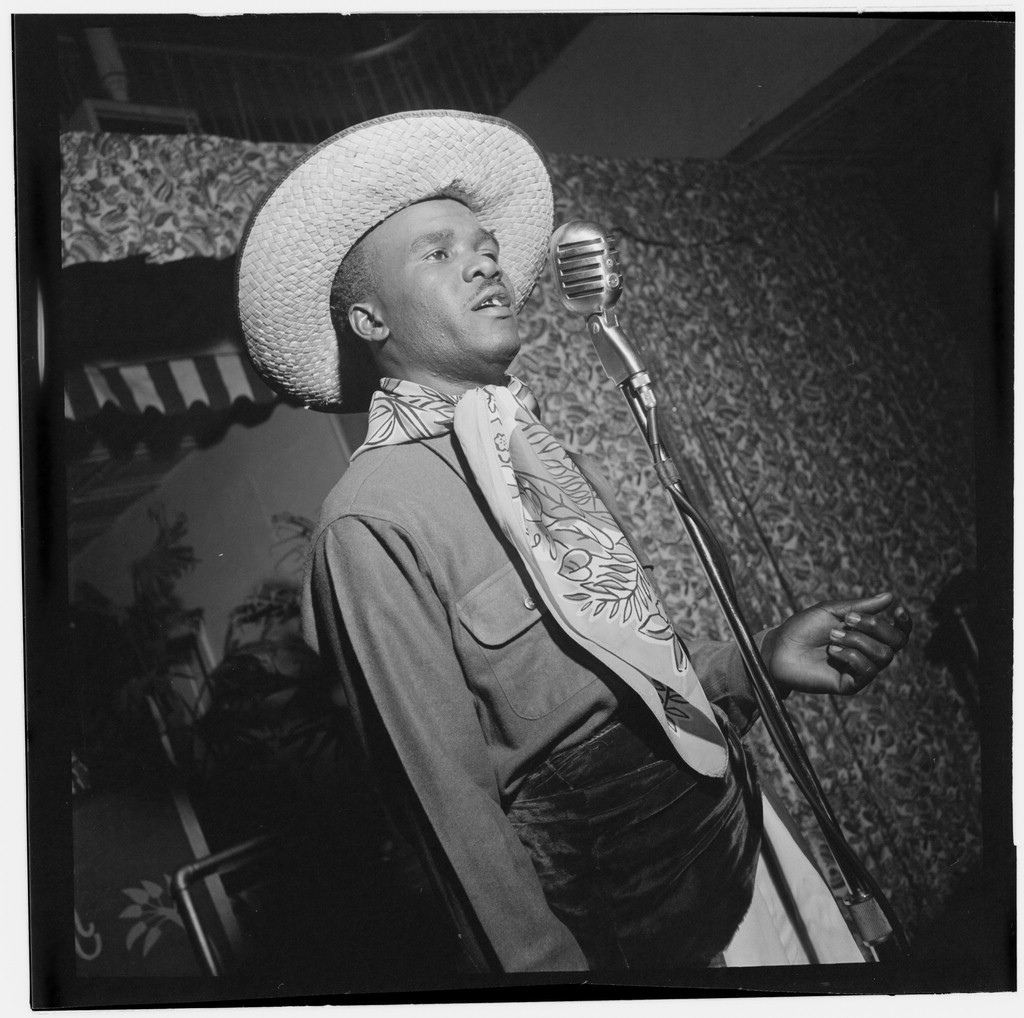
Lord Invader.

Rupert Westmore Grant (nacido en Puerto España; 13 de diciembre de 1914 -  Nueva York, Estados Unidos; 15 de octubre de 1961), más conocido como Lord Invader, fue un cantante y compositor de calipso nacido en Trinidad y Tobago. Su canción más conocida es «Rum and Coca-Cola», popularizada por The Andrews Sisters.